# Phyllophaga rufiventris
Phyllophaga rufiventris är en skalbaggsart som beskrevs av Kirsch. 1885. Phyllophaga rufiventris ingår i släktet Phyllophaga och familjen Melolonthidae. Inga underarter finns listade i Catalogue of Life.